# العلاقات الغانية المالطية
العلاقات الغانية المالطية هي العلاقات الثنائية التي تجمع بين غانا ومالطا.

## مقارنة بين البلدين
هذه مقارنة عامة ومرجعية للدولتين:
| وجه المقارنة                                              | غانا         | مالطا                                                     |
| --------------------------------------------------------- | ------------ | --------------------------------------------------------- |
| المساحة (كم2)                                             | 238.53 ألف   | 316                                                       |
| عدد السكان (نسمة)                                         | 26.91 مليون  | 465.29 ألف                                                |
| الكثافة السكانية (ن./كم²)                                 | 112.82       | 147.24 ألف                                                |
| العاصمة                                                   | أكرا         | فاليتا                                                    |
| اللغة الرسمية                                             | لغة إنجليزية | اللغة المالطية، لغة إنجليزية                              |
| العملة                                                    | سيدي غاني    | يورو، ليرة مالطية                                         |
| الناتج المحلي الإجمالي (بليون دولار)                      | 47.33 مليار  | 12.54 مليار                                               |
| الناتج المحلي الإجمالي (تعادل القوة الشرائية) بليون دولار | 115.41 مليار | 14.68 مليار                                               |
| الناتج المحلي الإجمالي الاسمي للفرد دولار أمريكي          | 1.37 ألف     | 22.60 ألف                                                 |
| الناتج المحلي الإجمالي للفرد دولار أمريكي                 | 4.08 ألف     |                                                           |
| مؤشر التنمية البشرية                                      | 0.579        | 0.839                                                     |
| رمز المكالمات الدولي                                      | +233         | +356                                                      |
| رمز الإنترنت                                              | .gh          | .mt                                                       |
| المنطقة الزمنية                                           | 00           | توقيت وسط أوروبا، ت ع م+01:00، ت ع م+02:00، أوروبا/مالطا ‏ |

## منظمات دولية مشتركة
يشترك البلدان في عضوية مجموعة من المنظمات الدولية، منها:
| علم المنظمة | اسم المنظمة                               | تاريخ انضمام غانا | تاريخ انضمام مالطا |
| ----------- | ----------------------------------------- | ----------------- | ------------------ |
|             | يونسكو                                    | 11 أبريل 1958     | 10 فبراير 1965     |
|             | وكالة ضمان الاستثمار متعدد الأطراف        | 29 أبريل 1988     | 12 سبتمبر 1990     |
|             | الأمم المتحدة                             | 8 مارس 1957       | 1 ديسمبر 1964      |
|             | دول الكومنولث                             | ?                 | ?                  |
|             | الفريق المعني برصد الأرض                  | ?                 | ?                  |
|             | الاتحاد البريدي العالمي                   | ?                 | ?                  |
|             | البنك الدولي للإنشاء والتعمير             | 20 سبتمبر 1957    | 26 سبتمبر 1983     |
|             | الاتحاد الدولي للاتصالات                  | 17 مايو 1957      | 1965               |
|             | منظمة حظر الأسلحة الكيميائية              | ?                 | ?                  |
|             | مؤسسة التمويل الدولية                     | 3 أبريل 1958      | 1 يونيو 2005       |
|             | المركز الدولي لتسوية المنازعات الاستشارية | 14 أكتوبر 1966    | 3 ديسمبر 2003      |
|             | منظمة التجارة العالمية                    | ?                 | ?                  |
|             | منظمة الشرطة الجنائية الدولية             | ?                 | ?                  |

## وصلات خارجية
- موقع وزارة الخارجية الغانية
- موقع وزارة الخارجية المالطية